# Rosthuvad törnskata
Rosthuvad törnskata (Lanius bucephalus) är en östasiatisk fågel i familjen törnskator inom ordningen tättingar.

## Utseende och läten
Rosthuvad törnskata är en medelstor (19–20 cm) törnskata med relativt lång stjärt. Den är rätt lik brun törnskata men har en unik kombination av rödbrunt på huvud och nacke, gråaktig mantel och rygg ner till övre stjärttäckare och en vid handbasfläck. Vingar och stjärt är också svartare, bröst och flanker brunfjälliga och skär längst in på undre näbbhalvan. Lätet är ett tjattrande "ju-ju-ju" eller "gi-gi-gi".

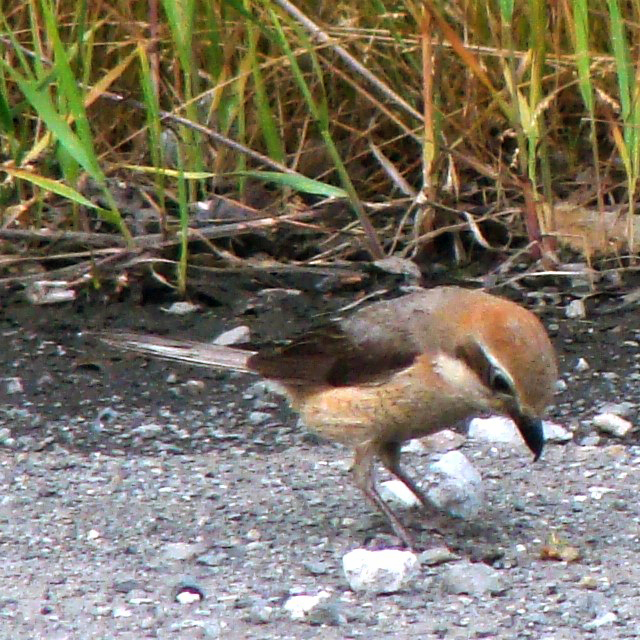
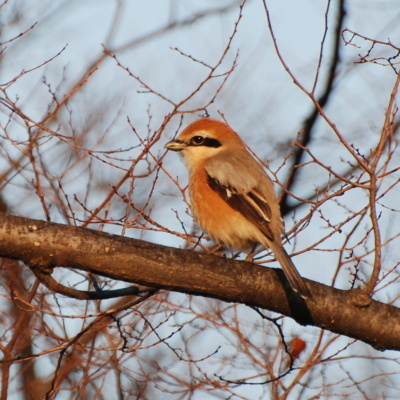
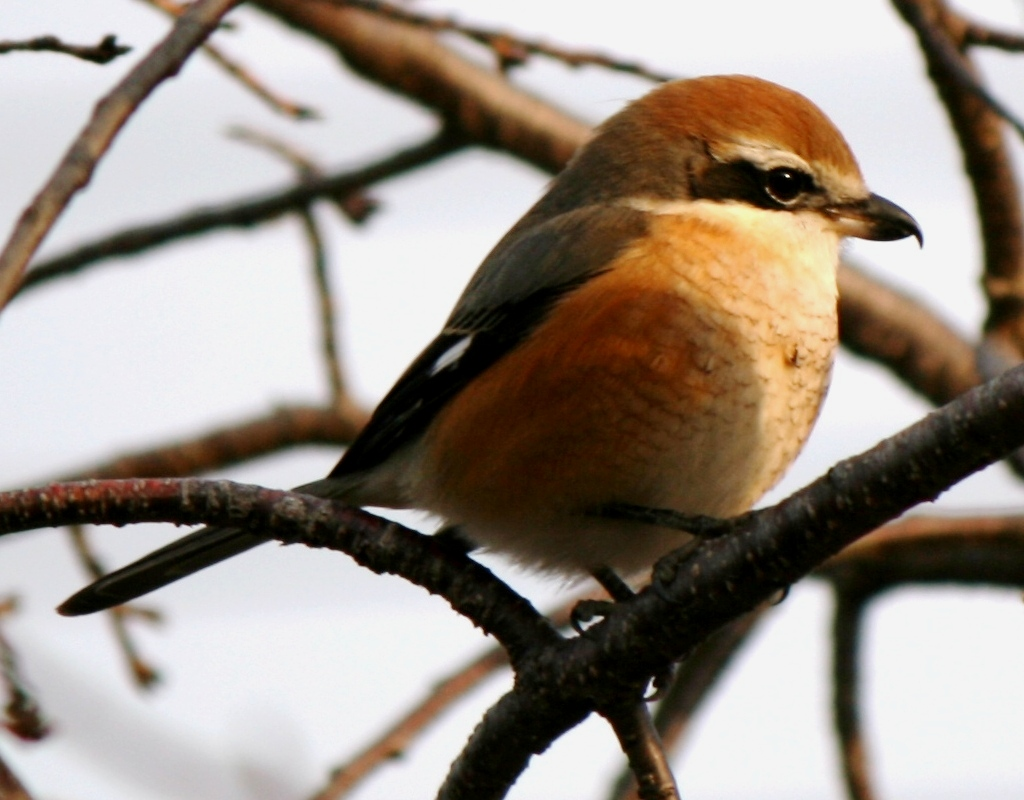

## Utbredning och systematik
Rosthuvad törnskata delas in i två underarter med följande utbredning:
- Lanius bucephalus bucephalus – förekommer i östra Asien i sydöstra Ryssland (Ussuriland), nordöstra Kina (södra Heilongjiang till Hebei och Shandong), Korea, södra Sachalin, södra Kurilerna och Japan (inklusive Ryukyu-, Daito- och Ogasawaraöarna; vintertid även i östra och sydöstra Kina
- Lanius bucephalus sicarius – förekommer i västra centrala Kina (Taobäckenet, sydvästra Gansu)

Tillfälligt har den påträffats i Hong Kong, Taiwan och Vietnam.
Arten är nära släkt med både törnskata och isabellatörnskata.

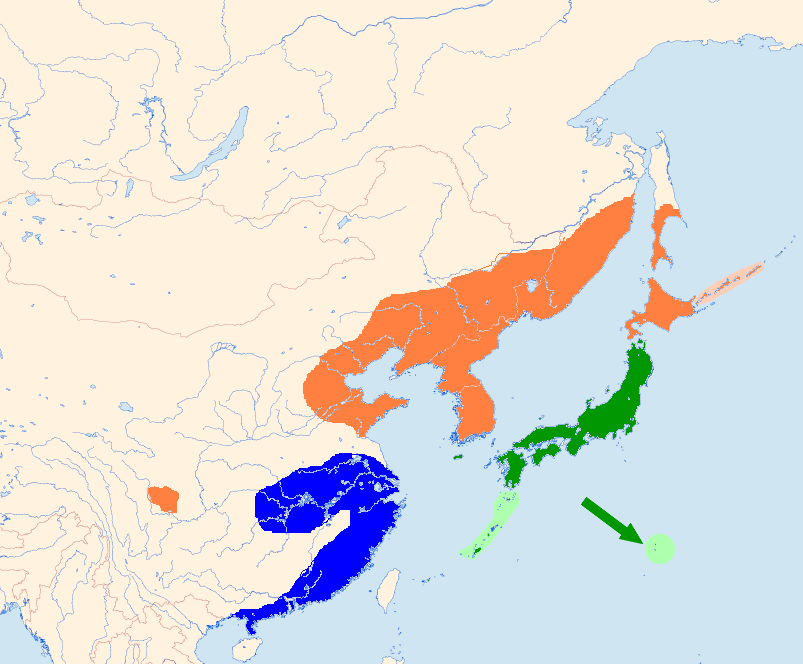
Utbredningsområdet för rosthuvad törnskata.

## Levnadssätt
Rosthuvad törnskata förekommer i olika typer av öppna miljöer som odlingsbygd, parker och trädgårdar i samhällen. Den lever av ryggradslösa djur, framför allt skalbaggar, men även små ryggradsdjur och ibland frön. Den häckar från april till juli i norra Hokkaido i Japan, tidigare i sydligare regioner. Arten är både stannfågel och flyttfågel.

## Status och hot
Arten har ett stort utbredningsområde och en stor population, men tros minska i antal, dock inte tillräckligt kraftigt för att den ska betraktas som hotad. Internationella naturvårdsunionen IUCN kategoriserar därför arten som livskraftig (LC). Världspopulationen har inte uppskattats men den beskrivs som inte ovanlig.